# 索比堡 (村莊)

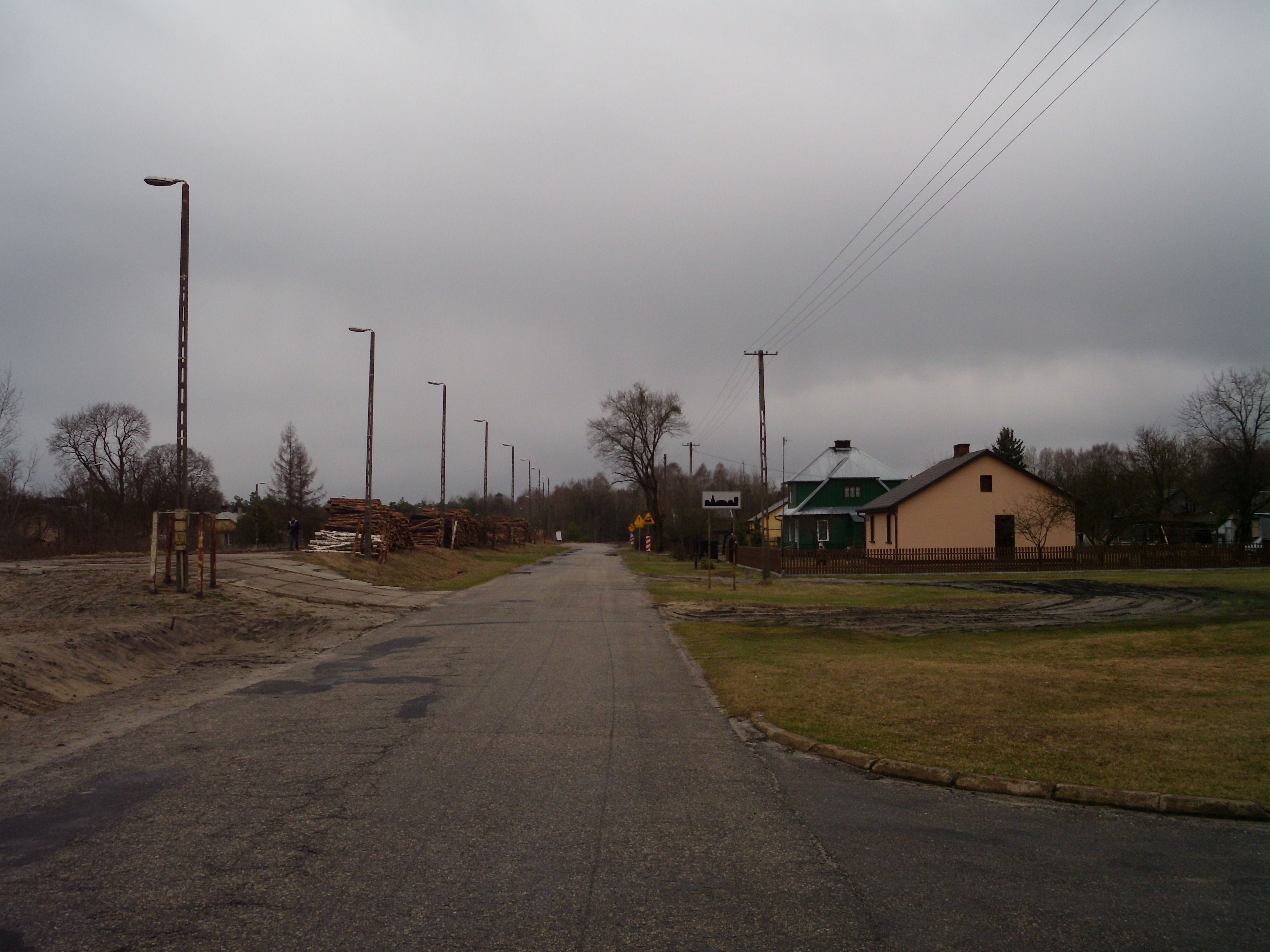
索比堡

索比堡（發音：[subibur]）是波兰东部卢布林省弗沃達瓦縣乡行政区的一个村莊。毗鄰布格河，接近與白俄罗斯和乌克兰接壤的邊界。